# Пережогин, Сергей Юрьевич
Сергей Юрьевич Пережогин (род. 24 января 1969, Тюмень) — советский и российский хоккеист, защитник.

## Биография
Сын Юрия Пережогина. Заниматься хоккеем начал в спецклассе первой школы Пензы, тренер А. Трегубов. Воспитанник «Дизелиста». Выступал за команды «Дизелист» (1986/87, 1988/89 — 1992/93, 1993/94 — 1997/98, 1999/2000 — 2000/01), «Трактор» Липецк (1987/88 — 1988/89), «Химик» Воскресенск (1992/93), «Лада» Тольятти (1993/94), «Воронеж» (1998/99).
Чемпион России (1994). Участник зимней Универсиады 1995.